# Boruch Ber Leibowitz
 (septembre 2021).
Barouh Dov (Ber en yiddish ) Leibowitz (1864, Slutsk, alors dans l'Empire russe, aujourd'hui dans l'actuelle Biélorussie - 17 novembre 1939 (5 Kislev, 5700), Vilnius, Lituanie (hébreu: ברוך בער ליבוביץ) est un rabbin, rosh yechiva élève du rabbin Chaim Brisker, célèbre pour sa méthode d'enseigner le Talmud.

## Biographie
Boruch Ber Leibowitz, est né à Slutsk, ville alors russe et aujourd'hui biélorusse, en 1864. Son père, Chmouel David n'occupait pas de poste rabbinique quelconque mais étais réputé pour son érudition en torah et en talmud. Rabbi Boruch Ber étudie dans son enfance chez le melamed (instituteur) réputé Reb Israel Yones qui fut aussi le melamed de haim de brisk. et, dès son plus jeune age, il est reconnu comme étant un enfant prodige. Par la suite il est envoyé a la Yechiva de Volozhin sous la direction de rabbi haim de brisk dont il deviendra un fervent disciple . 
Il se marie avec la fille du rabbin Abraham Zimmerman rav de Hlousk. Quand son beau-père est nommé rav à Krementchouk  il le remplace et devient rabbin à Hlousk, où se rassemble déjà un groupe d’élève des environs.
En 1904 il est nommé responsable de la Yechiva de Kneseth Beis Yitzchak à Slobodka (Kaunas), une branche de la yechiva de slavodka qui fut divisée à la suite d'un désaccord sur la ligne de conduite de la yechiva vis-à-vis du Moussar. Il suivait l'avis que les yechivot devaient rester fidèles à leur modèle d'origine et ne pas intégrer de nouvelles disciplines.
Durant la Première Guerre mondiale, il est obligé de fuir Slabodka et relocaliser la yechiva à Minsk puis à Krementchouk et, à la suite de la montée au pouvoir du communisme, à Vilnius. Comme l'agitation régnant dans cette grande ville dérangeait l'étude, il rétablit la yechiva à Kamyanyets en 1926.
Malgré le calme retrouvé, la situation matérielle étant difficile, il entreprend, en 1928, un voyage de deux ans aux États-Unis afin de lever des fonds pour la yechiva.
Grâce à la célébrité de ses cours, la yechiva rassemble des étudiants venus du monde entier. À son apogée elle compte plus de quatre cents élèves.
En 1939, quand éclate la Seconde Guerre mondiale, il s'enfuit avec la yechiva dans une banlieue de Vilnius, espérant échapper aux nazis et aux communistes.
Il décède le 17 novembre 1939 (5 Kislev, 5700), à Vilnius, Lituanie. Il est enterré au cimetière de Zaretcha à Vilnius.

## Élèves notables
- Refael Reuven Grozovsky (1886-1958), l'époux de sa fille Chaya Sara Leibowitz,  rosh yechiva de Torah Vodaas, à Brooklyn, New York, États-Unis
- Moshe Soloveitchik (Zurich),  Rosh yeshiva en Suisse
- Barouh Sorotskin,  Rosh yeshiva, Yeshiva de Telshe, Cleveland, Ohio, États-Unis
- Nahoum Partshovits,  Rosh yeshiva, Yechiva de Mir|, Jérusalem, Israël
- Noa'h chimanovits,  Rosh yeshiva kenesset hizkiaou

## Publications
- Birkat Shmouel ("La bénédiction de Shmouel"): son œuvre principale, nommée en hommage à son père, Shmouel Leibowitz. Cette œuvre inclut beaucoup d'enseignements du rabbin Chaim Brisker.
- Shiourei Reb Baruch Ber ("Leçons de Reb Boruch Ber") : écrits et publiés par ses élèves.